# Еськовы (дворянский род)
Еськовы (Есковы, Яськовы) — древний русский дворянский род.
Род внесён в VI часть родословной книги Воронежской, а также иные части Курской и Тамбовской губерний.

## История рода
Михаил Еськов был ратным головою (1556). Роман Иванович владел поместьем в Каширском уезде (1607), потомство его внесено в родословную книгу Воронежской губернии. В Каширском уезде упомянуты помещики: Михаил Еськов (1578), Захарий Молчанович с сыном Василием (1648), Афанасий и Дмитрий Филатовичи (1683).
Владели поместьями и служили по Мценску родственники и потомство Богдана Дмитриевича Еськова: Евтропий (Евстафий) Романович и Тимофей Дмитриевич (1628), Иван Борисович (1675).
Фёдор Данилович вёрстан новичным окладом по Ельцу (1628), там же упомянут ельчанин Яков Тимофеевич (1670). Михаил Иванович служил по Серпухову (1679).
Девять представителей рода владели населёнными имениями (1699).